# Piotr Obrusiewicz
Piotr Obrusiewicz (ur. 2 lipca 1973 w Puławach) – polski piłkarz ręczny i trener, były reprezentant kraju (100 meczów i 348 bramek w kadrze seniorskiej), grający na pozycji prawoskrzydłowego. W najwyższej klasie rozgrywkowej w Polsce występował łącznie przez 16 sezonów, zdobywając w niej 2282 gole. Król strzelców rodzimej ekstraklasy w sezonie 1999/2000 (228 bramek w 31 spotkaniach). Uczestnik Mistrzostw Europy 2002 i 2006. Jego żoną jest Joanna Obrusiewicz. Od 1 września 2012 pracuje, jako nauczyciel wychowania fizycznego w lubińskim Gimnazjum nr 1 oraz pełni funkcję szkoleniowca grup młodzieżowych i juniorskich Zagłębia Lubin. W sezonie 2013/2014 był asystentem I trenera ekipy rezerw Zagłębia Lubin.

## Przebieg kariery
Przygodę z piłką ręczną zaczynał w szkole podstawowej i młodzieżowych grupach Wisły Puławy. W sezonie 1990/1991 – w wieku 17 lat – został włączony do kadry drużyny seniorskiej tego klubu i zadebiutował w II lidze. W 1991 i 1992 zdobył dwa złote medale Mistrzostw Polski Juniorów. W tym czasie był członkiem juniorskiej reprezentacji kraju, z którą wywalczył 12 miejsce na zorganizowanych w dniach 8–18 września 1993 w Egipcie Mistrzostwach Świata Juniorów. W sezonie 1993/1994 awansował do ówczesnej I ligi i w edycji 1994/1995 – mając 21 lat – zadebiutował w najwyższej klasie rozgrywkowej w Polsce. Przygoda z tym szczeblem trwała jednak zaledwie rok, a do utrzymania zabrakło 1 punktu. Kolejne dwa sezony spędził, więc ponownie na drugoligowym froncie. W 1996 zaliczył krótki epizod w WKW (Gwardii) Opole, które miało ambicje awansu do I ligi, jednak wycofanie się głównego sponsora spowodowało rozpad zespołu. W 1997 przeniósł się do ekstraklasowej Warszawianki, w której grał przez 7 sezonów (od 1997/1998 do 2003/2004), wywalczając pierwsze trzy trofea w karierze: brązowy medal mistrzostw Polski (1998/1999), wicemistrzostwo kraju (2001/2002) i Puchar Polski (2001/2002). Następnie przez jeden sezon (2004/2005) występował w drużynie beniaminka ekstraklasy Miedzi Legnica (został królem strzelców po rundzie zasadniczej), a w 2005 przeniósł się do ówczesnego wicemistrza kraju – Zagłębia Lubin, w którym grał do końca kariery (sezonu 2011/2012). Przez trzy lata z rzędu z „Miedziowymi” zdobył po jednym medalu mistrzostw Polski w każdym z trzech kolorów: złotym – w sezonie 2006/2007 (dzięki czemu w edycji 2007/2008 zadebiutował w Lidze Mistrzów), srebrnym – rok później i brązowym – w sezonie 2005/2006. W sezonie 2006/2007 awansował do półfinału Pucharu Challange. Ponadto dwukrotnie - w sezonach 2008/2009 i 2009/2010 - wystąpił w finałowych meczach Pucharu Polski – obydwu przegranych z Vive Kielce (w spotkaniu rozegranym 8 maja 2010 w lubelskiej Hali Globus – zdobywając 8 goli – był najskuteczniejszym strzelcem swojej drużyny). 14 marca 2009, w – wygranym 32:25 – meczu ostatniej, 22 kolejki fazy zasadniczej sezonu 2008/2009 przeciwko Chrobremu Głogów zdobył swoją 2000 bramkę w ekstraklasie.
W styczniu 2006 wziął udział w Mistrzostwach Europy w Szwajcarii – wystąpił w 3 meczach (wszystkie w pierwszej fazie grupowej), zdobywając w nich 11 goli. Najlepszy występ zaliczył w drugim spotkaniu turnieju, przeciwko reprezentacji gospodarzy, w którym strzelił 6 bramek, przyczyniając się tym samym do remisu 31:31 (co dało „biało-czerwonym” awans do drugiej rundy grupowej).

## Bilans w rozgrywkach ekstraklasy
| Sezon     | Klub                      | Nazwa ligi            | Mecze | Bramki | Uwagi          |
| 1994/1995 | Wisła Puławy              | I liga polska         | ?     | ?      | —              |
| 1997/1998 | KS Warszawianka           | I liga polska         | ?     | ?      | —              |
| 1998/1999 | KS Warszawianka           | I liga polska         | ?     | ?      | —              |
| 1999/2000 | KS Warszawianka-TOP 2000  | I liga polska Seria A | 31    | 228    | Król strzelców |
| 2000/2001 | KS Warszawianka           | I liga polska Seria A | 32    | 216    | —              |
| 2001/2002 | KS Warszawianka           | Ekstraklasa polska    | ?     | ?      | —              |
| 2002/2003 | KS Warszawianka           | Ekstraklasa polska    | 31    | 211    | —              |
| 2003/2004 | KS Warszawianka           | Ekstraklasa polska    | ?     | ?      | —              |
| 2004/2005 | Miedź Legnica             | Ekstraklasa polska    | 27    | 183    | —              |
| 2005/2006 | MBM Zagłębie Lubin        | Ekstraklasa polska    | 24    | 119    | —              |
| 2006/2007 | Zagłębie Lubin            | Ekstraklasa polska    | ?     | ?      | —              |
| 2007/2008 | Interferie Zagłębie Lubin | Ekstraklasa polska    | ?     | ?      | —              |
| 2008/2009 | Zagłębie Lubin            | Ekstraklasa polska    | 24    | 136    | —              |
| 2009/2010 | Zagłębie Lubin            | Ekstraklasa polska    | ?     | ?      | —              |
| 2010/2011 | Zagłębie Lubin            | PGNiG Superliga       | 26    | 105    | —              |
| 2011/2012 | Zagłębie Lubin            | PGNiG Superliga       | ?     | ?      | —              |
| —         | Łącznie                   | Mistrzostwa Polski    | ?     | 2282   | —              |

## Osiągnięcia
- Medale mistrzostw Polski:
  - Złoty  2006/2007
  - Srebrny  2001/2002, 2007/2008
  - Brązowy  1998/1999, 2005/2006
- Puchar Polski:
  - Zdobywca  2001/2002
  - Finalista  2008/2009, 2009/2010

## Ciekawostki
- 27 marca 2012, w wyjazdowym meczu 25 kolejki II fazy sezonu 2011/2012 przeciwko Jurandowi Ciechanów[27] zdobył gola na 3 sekundy przed końcem spotkania[28], co pozwoliło jego drużynie (Zagłębiu Lubin) zwyciężyć 34:35[29].
- Całą karierę zawodniczą spędził w Polsce, jednak po zakończeniu sezonu 2002/2003 bardzo realny był jego transfer do grającego wówczas w 1. Bundeslidze Wilhelmshavener HV (ostatecznie na sezon 2003/2004 Obrusiewicz pozostał w Warszawiance)[30].